# هندون
longitudeهندونlatitudeهندون
هندون (به انگلیسی: Hendon) یکی از ناحیه‌های شهر لندن است که در منطقه بارنت لندن واقع شده‌است.